# Batho von Freising
Der selige Batho von Freising war ein Missionar im Gebiet des Bistums Freising im 11. Jahrhundert.
Der Wirkungskreis des missionarischen Wirkens von Batho ist das heutige Kärnten. Einer dem neuen Testament nachempfundenen Legende nach speiste er die bekehrten Heiden in Innichen mit Brot. Nach seiner Tätigkeit als Missionar war er als Kaplan von Bischof Ellenhard tätig und Chorherr im Freisinger Stift St. Andrä.
Beigesetzt wurde Bartho in der Kirche des Andreasstifts. 1376 wurden die Gebeine in die Ulrichskapelle und später in den Chor der Andreaskirche umgebettet. Dort gab es auch einen ihm zu Ehren errichteten Seitenaltar. Im Zuge der Säkularisation in Bayern wurde das Stift ausgelöst und die Kirche abgerissen. Bei der Versteigerung des Inventars erwarb ein Bauer aus Nandlstadt den Altar und den Schrein mit den Reliquien. Die Reliquie befindet sich heute in der Pfarrkirche St. Martin in Nandlstadt. Sein Gedenktag ist der 30. Juli.